# Пікнон
Пікно́н, рідше пікн (від дав.-гр. πυκνός — щільний, згущений, стиснений; лат. spissus) в античній теорії музики — структурна характеристика тетрахорда (від гіпати до меси), в якому сукупність двох менших інтервалів менша, ніж третій інтервал.
Пікнон — важливий критерій у систематиці родів мелосу. Відповідно до нього інтервальні роди енармоніка і хроматика називалися пікноновими («стислими», «тісними»), діатоніка — апікноновим («нестислим») родом. У енармоніці два нижніх інтервали в сумі утворюють ліма, верхній інтервал — дитон. Відношення 81:64 більше ніж відношення 256:243, таким чином, маємо пікнон. Два нижніх інтервали хроматичного тетрахорду (в його найпоширенішій формі) в сумі утворюють цілий тон 9:8, верхній інтервал — півторатоновий (у пізнішій термінології півдитон) 32:27; таким чином, маємо пікнон. Апікноновими родами вважали такі, в яких жоден з інтервалів усередині тетрахорду не більший від двох інших, разом узятих. Наприклад, у діатонічному тетрахорді (в його найпоширенішій «піфагорійській» формі) сума двох нижніх інтервалів (ліми і цілого тону 9:8) утворює півдитон 32:27, а верхній інтервал — цілий тон 9:8; звідси діатоніка — апікноновий рід.
Крім згаданого типу поділу, в діатоніці і хроматиці існували й інші види поділу тетрахордів цих родів, наприклад, у «Елементах гармоніки» Аристоксена і в «Гармоніці» Птолемея. Однак, яким би не було різноманіття (принаймні, в теорії) тетрахордових структур, класифікація родів мелосу за критерієм пікнону незмінно зберігалася як специфічна теоретична характеристика.